# Cheilacanthus severini
Cheilacanthus severini là một loài bọ cánh cứng trong họ Cerambycidae.